# Trinity Hall (Cambridge)
Trinity Hall é o quinto college (faculdade) mais antigo da Universidade de Cambridge, e foi fundado no ano 1350 pelo Bispo de Norwich, William Bateman.

## Fundação
A devastação causada pela epidemia de Peste Negra de 1340 provocou a perda de quase a metade da população da Inglaterra; o próprio bispo Bateman perdeu quase 700 membros de sua paróquia, e provavelmente sua decisão de construir o College originou-se de seu desejo de reimpulsar sua paróquia.
Assim, durante sua fundação, em 1350, Bateman disse que o objetivo do College era a "promoção do culto divino e do canon e ciências civis e direção da Commonwealth e especialmente de nossa Igleja e diocese de Norwich." Este conduziu a que o College se destacasse em estudos legais, uma tradição que tem permanecido com o passar dos séculos.